# سكيبيو الأصلع
 جنايوس كورنيليوس سكيبيو  (المتوفي عام 211 ق.م.) قائد ورجل دولة وقنصل روماني، أثناء الحرب البونيقية الثانية. كان جنايوس سكيبيو يلقب بـ"Calvus" والتي تعني «الأصلع» للتمييز بينه وبين عمه والذي كان أيضاً قنصلاً رومانياً، وبين جنايس كورنيليوس سكيبيو آخر الملقب بـ"Asina" (أي الحمار)، الذي كان قنصلاً مرتين خلال الحرب البونيقية الأولى.
وكان شقيقه الأصغر هو بابليوس سكيبيو، والد سكيبيو الإفريقي. خدم سكيبيو الأصلع كقنصل لروما في عام 222 ق.م. وكان شريكه في ذلك القنصل ماركوس كلاوديوس مارسيليوس.
قاتل سكيبيو الأصلع في الحرب البونيقية الثانية في هسبانيا، والتي ابتدأها بالانتصار في معركة سيسا في عام 218 ق.م، إلى أن قتل في معركة بيتس العليا في عام 211 ق.م. بعد فترة وجيزة من وفاة أخيه الأصغر بابليوس في هسبانيا أيضاً.